# Ranunculus abnormis
Ranunculus abnormis là một loài thực vật có hoa trong họ Mao lương. Loài này được Cutanda & Willk. miêu tả khoa học đầu tiên năm 1859.

## Hình ảnh

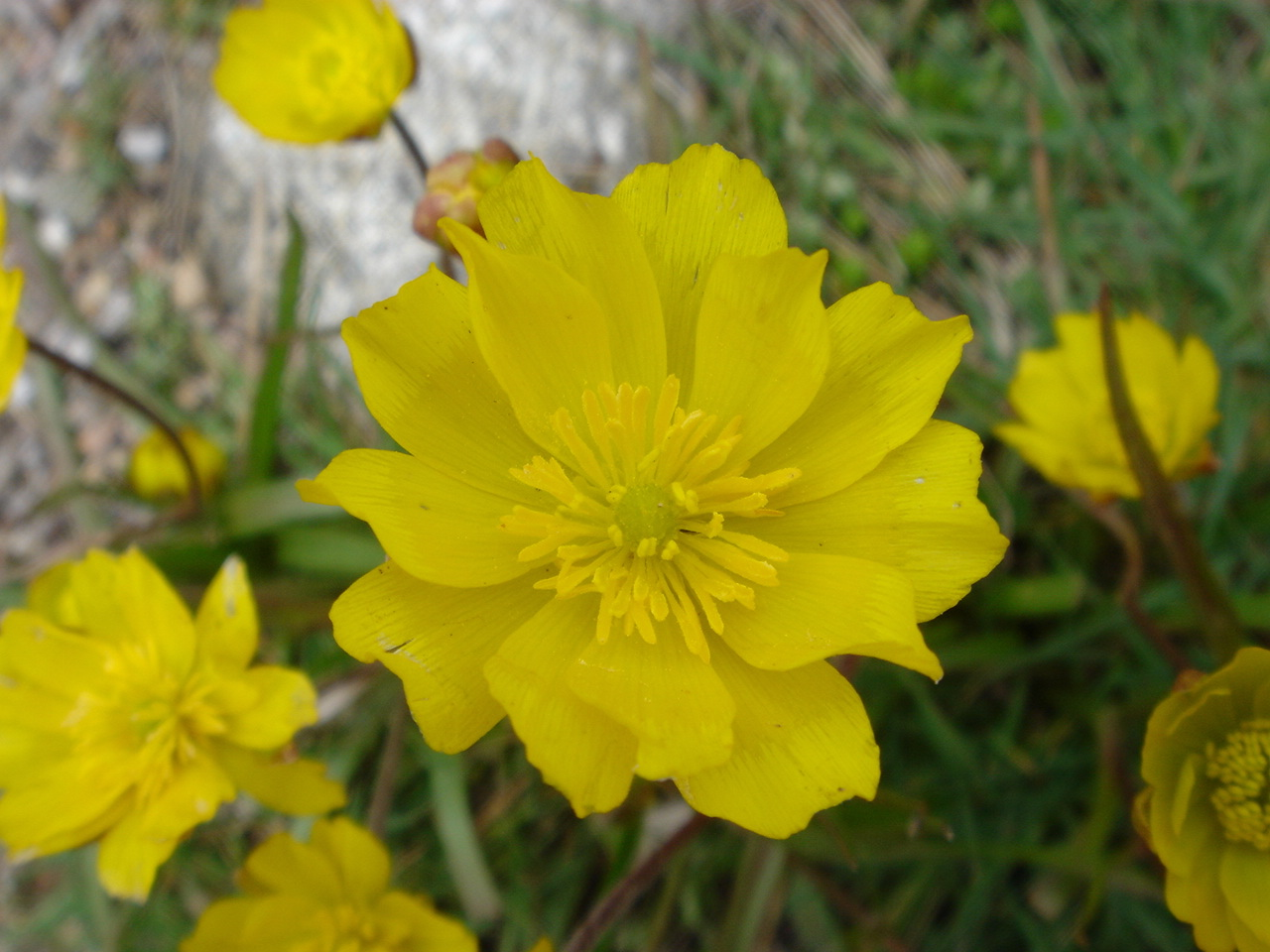